# Джордж Мейсон
Джо́рдж Ме́йсон (англ. George Mason IV; 11 грудня 1725—7 жовтня 1792) — американський політик, один з відомих діячів Американської революції у Вірджинії один з авторів Біллю про права.
Народився у заможній вірджинській родині. Перейнявши плантацію від батька, який рано помер, він збудував великий маєток Ґанстон-голл поблизу помістя Джорджа Вашинґтона.
Вивчав право, то ж мав достатньо знань для складання деяких ключових юридичних документів нової американської держави.
Майже завжди віддавав перевагу приватному життю, хоч обирався до конгресу штату Вірджинія.
Часто промовляв на Філадельфійському конвенті. Опирався наданню президентові надмірних повноважень і визнанню рабства (хоч сам наприкінці життя володів понад 300 рабами), обстоював Білль про права.
Не підписав Конституцію США та агітував проти її ратифікації.
Помер незабаром після ратифікації Біллю про права.